# Jacques Prost
Pour les articles homonymes, voir Prost.
Jacques Prost, né le 21 janvier 1946 à Bourg-en-Bresse est un physicien français, directeur général de l'ESPCI ParisTech de 2003 à 2013 et chercheur à l'institut Curie et à MBI Singapore.

## Biographie
Élève à l'École Normale Supérieure de Saint Cloud (sciences)(1965-1969), il fait une thèse au Centre de Recherche Paul Pascal de Talence (1970-1973), puis un postdoctorat à l'Université d'Harvard (1973-1975) avant de venir créer le laboratoire de Physicochimie Théorique à l'ESPCI dirigée par Pierre Gilles de Gennes (1987-1995). En 1996 il crée le laboratoire "physicochimie Curie" à l'Institut Curie où il construit l'interface Physique-Biologie avec les biologistes Michel Bornens et Daniel Louvard. De 2003 à 2013 il assume la direction de l'ESPCI succédant à Pierre Gilles de Gennes tout en continuant ses recherches à l'Institut Curie. Chercheur Émérite au CNRS, il continue sa recherche à l'Institut Curie et à l'Institut de Mécanobiologie de Singapour.
Jacques Prost a été conseiller scientifique d'Elf Aquitaine de 1990 à 1999, du Conseil Scientifique de la Ville de Paris, du conseil scientifique et innovation du groupe Rhodia, du comité d'expert du département de physique théorique de  l'Université Louis-et-Maximilien de Munich, du comité d'orientation de la chaire "Sciences des matériaux Michelin-ESPCI ParisTech", du conseil d'administration de la fondation Fourmentin-Guilbert et de l'ENS Ulm, du comité stratégique de l'Énergie atomique et plus récemment du comité scientifique de la fondation Solvay.
Il est élu membre de l'Académie des sciences en 2007 parès avoir été élu membre de l'académie européenne de sciences en 1998.

## Travaux
Jacques Prost s'est dans un premier temps intéressé à la physique des cristaux liquides et de la matière molle, puis il s'est passionné pour la physique des systèmes biologiques où ses contributions vont de l'échelle moléculaire (moteurs moléculaires) à l'échelle tissulaire (dynamique et mécanique des tissus), sans oublier l'échelle cellulaire (mouvement cellulaire, division, systèmes membranaires, nanotubes, etc.). Pour ce faire, il a utilisé les « outils » de l'hydrodynamique généralisée et de la physique hors d'équilibre et fait partie des pionniers ayant introduit la notion de systèmes actifs membranes actives et gels actifs en particulier.

## Distinctions
- 1981 : prix Louis Ancel de la Société française de physique[6]
- 1984 : médaille d'argent du CNRS
- 1995 : prix Jean-Ricard[7], Grand Prix de la Société Française de Physique
- 2001 : Chevalier de l'Ordre national du Mérite
- 2007 : prix scientifique Cino Del Duca[8] avec Jean-François Joanny
- 2007 : élu membre de l'Académie des sciences
- 2016 : Beverly Sackler International Prize in Biophysics[9]
- 2017: Physik Preis Dresden
- 2020: Honorary member of the Scientific Committe of the Solvay Foundation
- 2024: Lars Onsager Prize of the American Physical Society.